# Studio Maestro
Le Studio Maestro est une école de danse, plus particulièrement de ballet, de la ville de New York, fondée en 1995 par Rose Caiola. Une partie de ses étudiants obtiennent leur diplôme dans les institutions les plus célèbres des États-Unis, telles l'American Ballet Theatre, le New York City Ballet, le San Francisco Ballet, ou encore au National Ballet of Canada.
Le modèle académique de l'établissement est basé sur celui des écoles de ballet les plus prestigieuses d'Europe, et se sépare en huit paliers comportant des compétences spécifiques que les étudiants doivent valider pour passer au niveau supérieur. Les nouveaux locaux ultra-modernes du Studio Maestro, inaugurés [Quand ?] sont situés à Manhattan, au Manhattan Movement and Arts Center. Le français François Perron en est le directeur artistique depuis [Quand ?].